# Knowie
Knowie (niem. Kienhof) – osada w Polsce położona w województwie zachodniopomorskim, w powiecie drawskim, w gminie Wierzchowo.
W latach 1975–1998 miejscowość administracyjnie należała do województwa koszalińskiego. Osada wchodzi w skład sołectwa Sośnica.

## Geografia
Osada leży ok. 3,5 km na północ od Sośnicy, przy drodze wojewódzkiej nr 177, między Sośnicą a Studniczką, ok. 2 km. na północ od linii kolejowej nr 416.